# María José Rodríguez
María José Rodríguez Barahona (Logroño, La Rioja, 21 de marzo de 1958) es una ex gimnasta rítmica y entrenadora española. Junto con el resto del conjunto español, logró la medalla de bronce en el Campeonato Mundial de Madrid en 1975, primera medalla internacional oficial de la selección nacional en la modalidad de conjuntos.
Tras su retirada, ha sido entrenadora de gimnastas individuales en la selección nacional de gimnasia rítmica de 1976 a 1982, así como miembro de la Comisión Técnica de Gimnasia Rítmica de la RFEG, fundadora y directora técnica de la Federación Riojana de Gimnasia o jueza internacional, entre otros cargos.

### Inicios

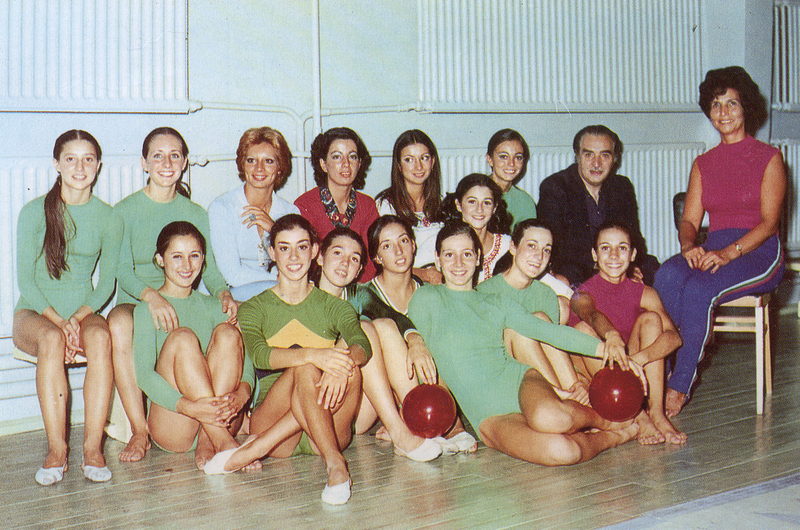
María José (arriba, 2ª a la izquierda) con la selección en la preparación del Mundial (1975).

## Biografía deportiva

### Etapa en la selección nacional
Formó parte de la primera selección nacional de gimnasia rítmica de España, creada por la Federación Española de Gimnasia en 1974. Integró como titular el conjunto español de gimnasia rítmica. La seleccionadora del equipo era la búlgara Ivanka Tchakarova, que contaba con la ayuda como entrenadora de Carmen Algora. En un primer momento entrenaron en el gimnasio de la Delegación Nacional de Deportes, donde no había moqueta, y posteriormente pasaron al Gimnasio Moscardó de Madrid. Hacia junio de 1975 viajó con la selección a Bulgaria para una concentración de dos meses en Sofía y Varna.
El 24 de noviembre de 1975, en el Campeonato del Mundo de Madrid, el conjunto logró la medalla de bronce en el concurso general, siendo la primera medalla internacional oficial del conjunto español. El ejercicio que realizaron fue el de 3 pelotas y 3 cuerdas, y el equipo estaba integrado en dicho campeonato por María José, Leticia Herrería, Carmen Lorca, Herminia Mata, María Eugenia Rodríguez y Marilín Such, además de Teresa López, Mercedes Trullols y Cathy Xaudaró como suplentes. Las gimnastas españolas individuales en el Mundial fueron María Jesús Alegre, Begoña Blasco y África Blesa. Aunque el inicio de la competición estaba inicialmente previsto para el 20 de noviembre, tuvo que ser retrasado debido a la muerte de Francisco Franco. Mª José se retiró como gimnasta en 1976.

### Retirada de la gimnasia
Para 1976 se licenció en Educación Física por la Universidad Complutense de Madrid y se convirtió en Entrenadora Nacional y jueza nacional e internacional de Gimnasia Rítmica, profesión que ejercería hasta el año 2000. De 1976 a 1982, María José Rodríguez fue miembro del Comité Técnico Nacional de Gimnasia Rítmica y entrenadora de las individuales del equipo nacional, acompañada en 1980 y 1981 por Ivanka Tchakarova. En la selección entrenaría a gimnastas como Susana Mendizábal. Fue además fundadora y directora técnica de la Federación Riojana de Gimnasia de 1984 hasta 1992. Ese mismo año participaría como jueza internacional en los JJ.OO. de Barcelona.
En noviembre de 1982 empezó a trabajar como profesora de la Escuela Municipal de Gimnasia Rítmica del Ayuntamiento de Logroño, siendo funcionaria desde 1984 hasta la actualidad, y ocupando puestos como gestora responsable de Instalaciones y Promoción Deportiva, directora técnica de la Empresa Municipal Logroño Deporte (2004 - 2009), o directora ejecutiva de dicha empresa (2009 - 2013). En la actualidad trabaja como gestora de Relaciones Institucionales y Protocolo del Ayuntamiento de Logroño. Es además directiva del Club Balonmano Ciudad de Logroño desde 2014.

## Palmarés deportivo

### Selección española
| 1975 - Campeonato del Mundo de Madrid Bronce en concurso general |

## Premios, reconocimientos y distinciones
- Galardón Honorífico en los VI Galardones de Logroño Deporte (2019)[5][8]